# Bullera mrakii
Bullera mrakii är en svampart som beskrevs av Hamam. & Nakase 1996. Bullera mrakii ingår i släktet Bullera och familjen Tremellaceae.   Inga underarter finns listade i Catalogue of Life.